# 다키역 (미에현)
다키역(일본어: 多気駅)은 일본 미에현 다키군 다키정에 있는 도카이 여객철도 · 일본화물철도의 역이다. 이 역의 소속 선인 기세이 본선부터, 산구선이 분기하고 있다. 섬식 승강장 2면 4선의 구조를 지닌 지상역이다.

## 타는 곳
| 1 · 2 | ■ 기세이 본선 | 상행 | 가메야마 · 나고야 방면 | 일부 3번 승강장 |
| 3 · 4 | ■ 기세이 본선 | 하행 | 오와세 · 신구 방면     | 일부 1번 승강장 |
| 3 · 4 | ■ 산구선      |      | 이세시 · 도바 방면     |                 |

## 이용 현황
| 연도     | 하루 평균 승차 인원 | 연도     | 하루 평균 승차 인원 |
| 1998년도 | 616                 | 2005년도 | 603                 |
| 1999년도 | 665                 | 2006년도 | 635                 |
| 2000년도 | 659                 | 2007년도 | 640                 |
| 2001년도 | 615                 | 2008년도 | 652                 |
| 2002년도 | 618                 | 2009년도 | 650                 |
| 2003년도 | 600                 | 2010년도 | 651                 |
| 2004년도 | 583                 |          |                     |
| -------- | ------------------- | -------- | ------------------- |

## 역 주변
- 구시다 강
- 국도 제42호선

## 역사
- 1893년 12월 31일 : 초대째의 오카역으로서 개업.
- 1923년 3월 20일 : 오카역 2대 째 개업에 의해 오카구치역(일본어: 相可口駅)으로 개칭.
- 1959년 7월 15일 : 다키역으로 개칭.
- 1987년 4월 1일 : 민영화에 의해, 도카이 여객철도로 이관.

## 인접 정차역
| 도카이 여객철도 기세이 본선 | 도카이 여객철도 기세이 본선 | 도카이 여객철도 기세이 본선 |
| --------------------------- | --------------------------- | --------------------------- |
| 마쓰사카 가메야마 방면      | ■ 쾌속 '미에'               | 시·종착역                   |
| 도쿠와 가메야마 방면        | ■ 보통                      | 오카 신구 방면              |
| 도카이 여객철도 산구선      |                             |                             |
| 시·종착역                   | ■ 보통                      | 도키다 도바 방면            |